# Caladenia stricta
Caladenia stricta är en orkidéart som först beskrevs av Robert J. Bates, och fick sitt nu gällande namn av Robert J. Bates. Caladenia stricta ingår i släktet Caladenia och familjen orkidéer. Inga underarter finns listade i Catalogue of Life.